# Zopherus championi
Zopherus championi is een keversoort uit de familie somberkevers (Zopheridae). De wetenschappelijke naam van de soort werd in 1972 gepubliceerd door Triplehom.